# La Nouba des femmes du Mont Chenoua
La Nouba des femmes du Mont Chenoua (español: La nuba de las mujeres de Monte Chenoua) es una película documental argelina de 1979 dirigida por Assia Djebar. La película fue la primera de las dos que dirigió Djebar durante su paréntesis de una década en la escritura, producida fuera de los círculos cinematográficos argelinos.
La banda sonora que la acompaña fue compuesta por el húngaro Béla Bartók, que estuvo en Argelia en 1913 para estudiar la música popular. La película está dedicada al músico, así como a Zoulikha Oudai (nacida Yamina Echaïb), una heroína de la resistencia colonial argelina a la que Djebar también dedicó La Femme sans sépulture cuatro décadas después.
La película toma prestada la estructura y el título de la nuba, una forma musical tradicional andaluza compuesta de cinco partes.
El documental suscitó un debate en Argelia, y se proyectó en Cartago en 1978 y en la Bienal de Venecia un año después, donde obtuvo el Premio de la Crítica Internacional. Es una obra que se estudia en muchas universidades estadounidenses. Sólo se conserva una copia digital de la película.

## Sinopsis
Rodada en la primavera de 1976, la película presenta a Lila, una arquitecta de treinta años que regresa a su región natal en las montañas de Chenoua, en compañía de su hija y de su marido, cuyas piernas quedaron inutilizadas tras un accidente. Entre la ficción, las imágenes documentales y las incursiones literarias, la primera película de Djebar documenta y orquesta un incesante ir y venir entre la memoria, la historia y el presente, centrándose en las mujeres durante la resistencia.

## Reparto
- Zohra Sahraoui
- Aïcha Medeljar
- Fatma Serhan
- Kheira Amrane
- Fatma Oudai
- Khedija Lekhal
- Noweir Sawsan